# Kunoy

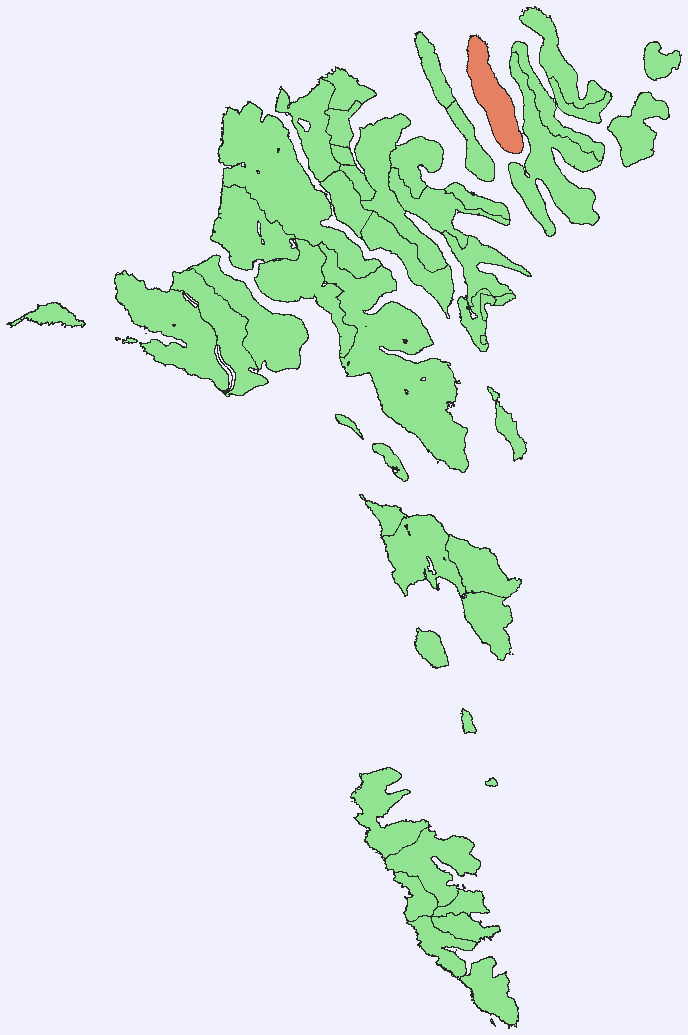
Vị trí đảo Kunoy trên bản đồ Quần đảo Faroe.

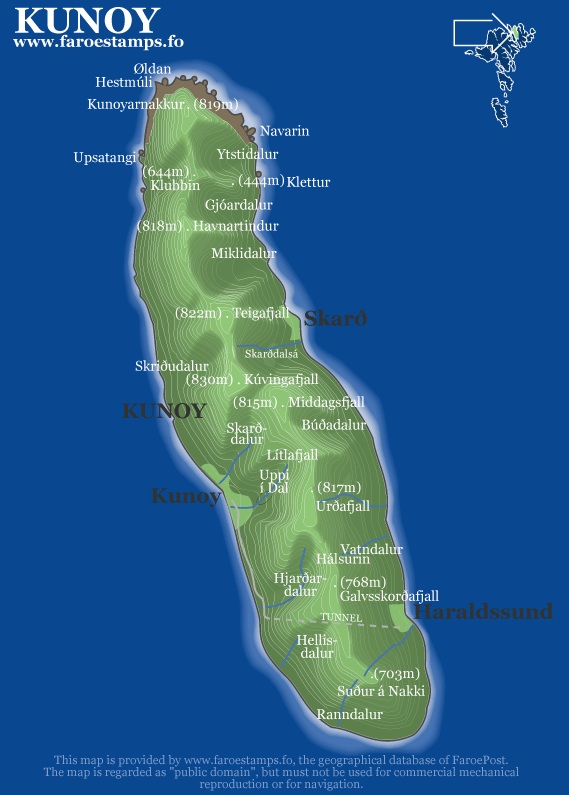
Bản đồ Kunoy

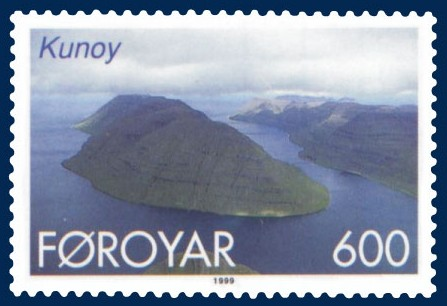
Tem thư FR 352 của Bưu điện Faroe
Phát hành: 25.5.1999
Hình: Per á Hædd

Kunoy là 1 đảo của Quần đảo Faroe ở phía đông bắc, nằm giữa đảo Kalsoy và đảoBorðoy. Tên đảo theo tiếng Faroe nghĩa là đảo của phụ nữ (đối với đảo Kalsoy: đảo của đàn ông). Kunoy rộng 35,5 km², có 134 cư dân (năm 2002) ngụ ở 2 thôn Kunoy (64 người) ở bờ phía tây và Haraldssund (70 người) ở bờ đông nam.
Trước kia cũng có thôn thứ ba là Skarð, nhưng sau tai nạn tàu đánh cá chìm vào đêm vọng Lễ Giáng Sinh năm 1913 giết chết 7 người đàn ông, thì các phụ nữ đã dời chỗ ở đến Haraldssund và thôn bị bỏ hoang.

## Giao thông
Có 1 đường hầm nối giao thông giữa 2 thôn này từ năm 1988. Cũng có 1 đường đê nối từ Haraldssund sang đảo Borðoy ở phía đông. Xưa kia việc giao thông ở 2 nơi là bằng phà, nay có tuyến xe bus thường xuyên chạy trên đường đê này từ Klaksvík qua Ánir (đều trên đảo Borðoy) tới Haraldssund và qua đường hầm tới Kunoy.

## Nhân vật nổi tiếng
- Símun av Skarði (1872-1942), nhà giáo, nhà thơ, chính trị gia và sáng lập viên Trường Cao đẳng Nhân dân Faroe (Føroya Fólkaháskúli) sinh tại thôn Skarð. Ông ta đã viết bài quốc ca Faroe Mítt alfagra land.

## Các núi
Kunoy có 11 ngọn núi đá:
| Loại | Tên             | Độ cao |
| ---- | --------------- | ------ |
| 4    | Kúvingafjall    | 830m   |
| 5    | Teigafjall      | 825m   |
| 6    | Kunoyarnakkur   | 819m   |
| 7    | Havnartindur    | 818m   |
| 8    | Urðafjall       | 817m   |
| 9    | Middagsfjall    | 805m   |
| 18   | Galvsskorafjall | 768m   |
| 42   | Suður á Nakki   | 703m   |
| 73   | Klubbin         | 644m   |
| 198  | Lítlafjall      | 471m   |
| 219  | Klettur         | 444m   |